# Judy Croome
Judy Croome (tên khai sinh là Judy-Ann Heinemann vào ngày 16 tháng 12 năm 1958) là một tiểu thuyết gia người Nam Phi, nhà văn viết truyện ngắn và nhà thơ, người sinh ra ở Zvishavane, Nam Rhodesia (nay là Zimbabwe). Bà nhận bằng Thạc sĩ Nghệ thuật (tiếng Anh) từ Đại học Nam Phi. Bà hiện đang sống ở Johannesburg cùng với chồng, người ủng hộ thuế và tác giả Tiến sĩ Beric John Croome.
Truyện ngắn và thơ của Croome đã được xuất bản trên tờ Huffington Post, Trường Văn học, Tạp chí Ngôn ngữ và Truyền thông của Đại học Witwatersrand  và trong các tuyển tập in ấn khác nhau được phát hành bởi các ấn phẩm nhỏ ở Hoa Kỳ  và Nam Phi 
Croome cũng đã xuất hiện trên truyền hình quốc gia Nam Phi trong chương trình Channel 2 Morning Live của Tập đoàn Phát thanh Nam Phi  và trên đài phát thanh quốc gia Nam Phi trong chương trình Văn học Chủ nhật SAFM.
Croome cũng đã có những bài báo được xuất bản ở Nam Phi, bao gồm Thời báo Chủ nhật (Nam Phi)  và quốc tế bởi nhiều tạp chí trực tuyến  và các trang web.
Năm 2016, Croome là giám khảo bên ngoài của phần thơ trong cuộc thi viết thường niên của Writers2000 (Nam Phi) (1985). Năm 2011, Croome của "The Place của Doves" được lọt vào vòng chung châu Phi flash Fiction viết giải thưởng.

## Công trình
- Người nộp thuế thông minh trên đường phố: Hướng dẫn thực tiễn về quyền của bạn ở Nam Phi (không hư cấu, Luật Juta, 2017) đồng tác giả với chồng là Tiến sĩ Beric John Croome [25]
- một người lạ ở một vùng đất xa lạ (thơ, Aztar Press, 2015)
- Trọng lượng của một chiếc lông vũ và những câu chuyện khác (truyện ngắn, Aztar Press, 2013)
- một ngọn đèn vào giữa trưa (thơ, Aztar Press, 2012)
- Nhảy múa trong bóng tối của tình yêu (tiểu thuyết, Aztar Press, 2011, tái bản lần 2 năm 2012)